# Taro Prasarnkarn
Taro Prasarnkarn (thailändisch ทาโร่ ประสานการ, * 27. November 1997) ist ein thailändischer Fußballspieler.

## Karriere
Taro Prasarnkarn erlernte das Fußballspielen in der Jugendmannschaft von Muangthong United. Hier unterschrieb er am 1. Januar 2016 auch seinen ersten Profivertrag. Der Verein aus Pak Kret, einem Vorort der Hauptstadt Bangkok, spielte in der ersten Liga, der Thai League. Die Saison 2016 wurde er an den Phrae United FC ausgeliehen. Der Verein aus Phrae spielte in der dritten Liga, der damaligen Regional League Division 2. Im Juni 2017 wechselte er ebenfalls auf Leihbasis zum Zweitligisten Bangkok FC. Am Ende der Saison musste er mit dem Verein in die dritte Liga absteigen. Nach Vertragsende bei Muangthong unterschrieb er am 1. Januar 2019 einen Vertrag beim Police Tero FC. Der Hauptstadtverein spielte in der zweiten Liga. Am Ende der Saison wurde er mit dem Verein Vizemeister und stieg in die erste Liga auf. Nach dem Aufstieg verließ er den Verein und schloss sich im Januar 2020 dem Zweitligisten Ayutthaya United FC an. Hier stand er bis Ende Juni 2020 unter Vertrag. Den Rest des Jahres spielte er beim Drittligisten Surat Thani City FC in Surat Thani. 2021 verpflichtete ihn der Zweitligist Ranong United FC. Sein Zweitligadebüt für den Klub aus Ranong gab Taro Prasarnkarn am  12. März 2022 (27. Spieltag) im Heimspiel gegen den Phrae United FC. Hier stand er in der Startelf und stand die kompletten 90 Minuten im Tor. Ranong gewann das Spiel durch ein Tor von Suphachai Phuthong mit 1:0. Die Rückrunde 2022/23 wurde er an den Drittligisten Wiang Sa Surat Thani City FC ausgeliehen. Für den Klub bestritt er vier Drittligaspiele. Nach der Ausleihe kehrte er nach Ranong zurück. Als Tabellenvorletzter stieg Ranong am Ende der Saison 2022/23 in die dritte Liga ab. Hier wurde sein Vertrag nicht verlängert.